# 武蔵ヶ辻

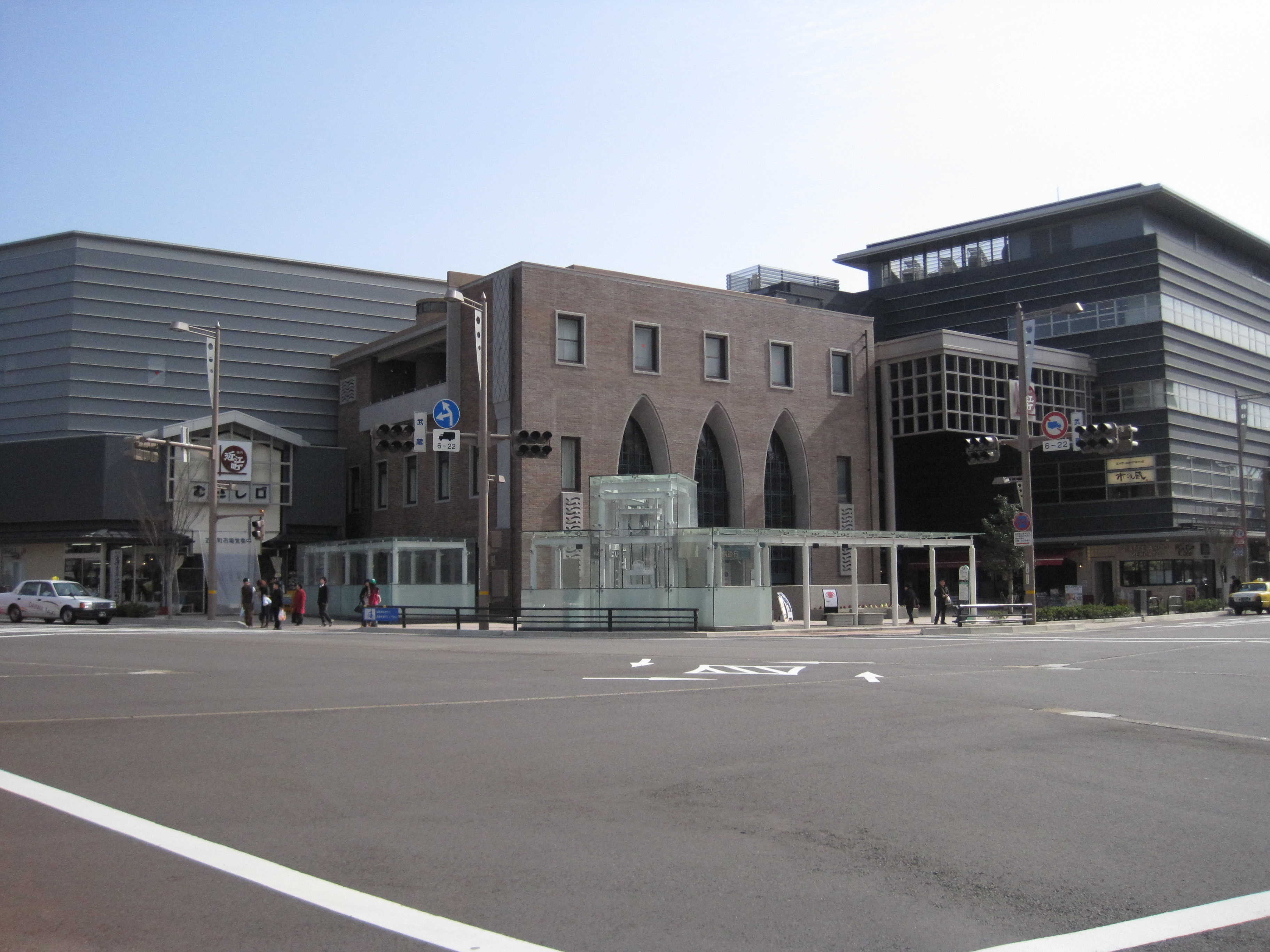
武蔵ヶ辻

武蔵ヶ辻（むさしがつじ）は、石川県金沢市の地域。金沢市の交通の要所であり、古くからの繁華街でもある。

## 歴史

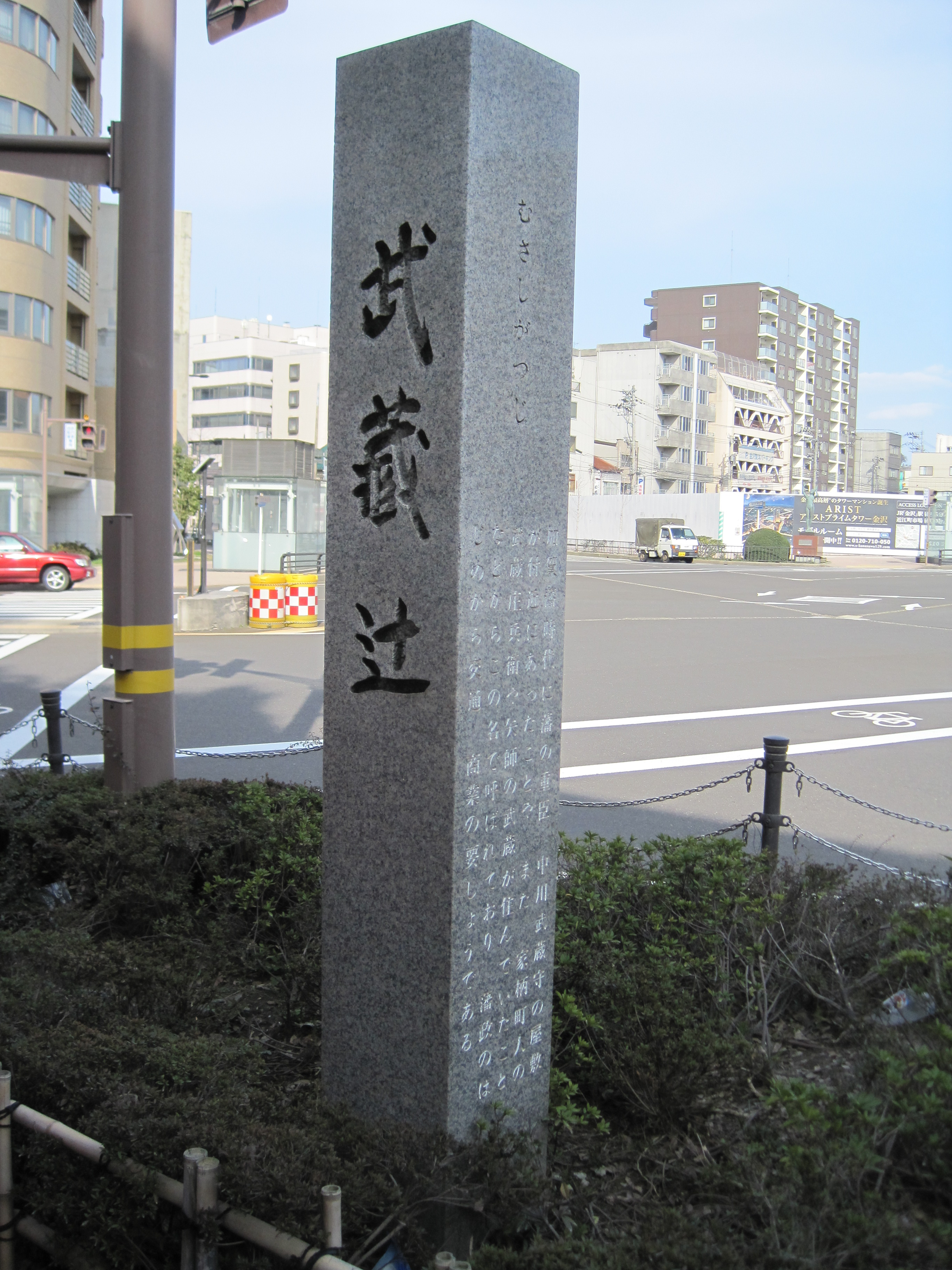
武蔵ヶ辻の由来が記された石碑

### 由来
武蔵ヶ辻の由来は諸説あり、加賀藩政時代に町人の武蔵庄兵衛が住んでいた、矢師の武蔵が住んでいた、武士の中川武蔵守の屋敷があった、などとされるが、いずれも有力説ではない。どの説でも人名に由来しており、これが通称として現在でも使用されている
また、辻は道路を表し、金沢城下の三叉路を形成していた。この三叉路は、香林坊・宮腰（現在の金石）・橋場町へ通じており、古くから交通の要所でもある.
1970年（昭和45年）6月に、武蔵ヶ辻地区に住居表示制度が導入され、通称名である武蔵が町名として採用された（武蔵町）。

### 商業地としての歴史
武蔵ヶ辻は、加賀藩政期より商人が多く店を構えており、隣接する横安江町とともに古くから賑わいを形成していた。1930年（昭和5年）11月に、実業家林屋亀次郎が建設したビルに三越金沢支店が5年契約で開業（1935年からは丸越として営業）。これ以降、武蔵ヶ辻は百貨店を核とした商業地として発展をして行く。

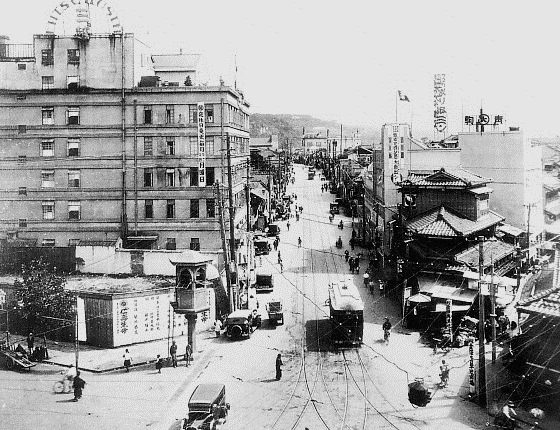
1933年（昭和8年）頃の武蔵ヶ辻

1960年代以降は、モータリゼーションの発展に伴い、代表的な商業地を片町に明け渡す。香林坊も商業地として発展を続け、武蔵ヶ辻地区は商業地としての地盤沈下を防ぐべく、武蔵地区の再開発事業を実施。1973年（昭和48年）10月1日に金沢名鉄丸越百貨店（当時、現在の金沢エムザ）と金沢スカイホテルを核テナントとした金沢スカイビルが開業した。
近年、武蔵交差点の一角にあった商業施設ダイエー金沢店が閉店するなど繁華街として停滞傾向にあったが、横安江町商店街の再整備が完了し、むさし交差点の金沢駅側にある武蔵ヶ辻ビルの解体・商業複合ビルの建設と近江町市場の再開発が進められてきた。

## 町域
住居表示制度導入地域
- 武蔵町（むさしまち）
- 安江町（やすえちょう）
- 尾張町（おわりちょう）
- 彦三町（ひこそまち）

住居表示制度未導入地域
- 下堤町（しもつつみちょう）
- 青草町（あおくさまち）
- 上近江町（かみおうみちょう）
- 下近江町（しもおうみちょう）
- 十間町（じっけんまち）

## 主な施設

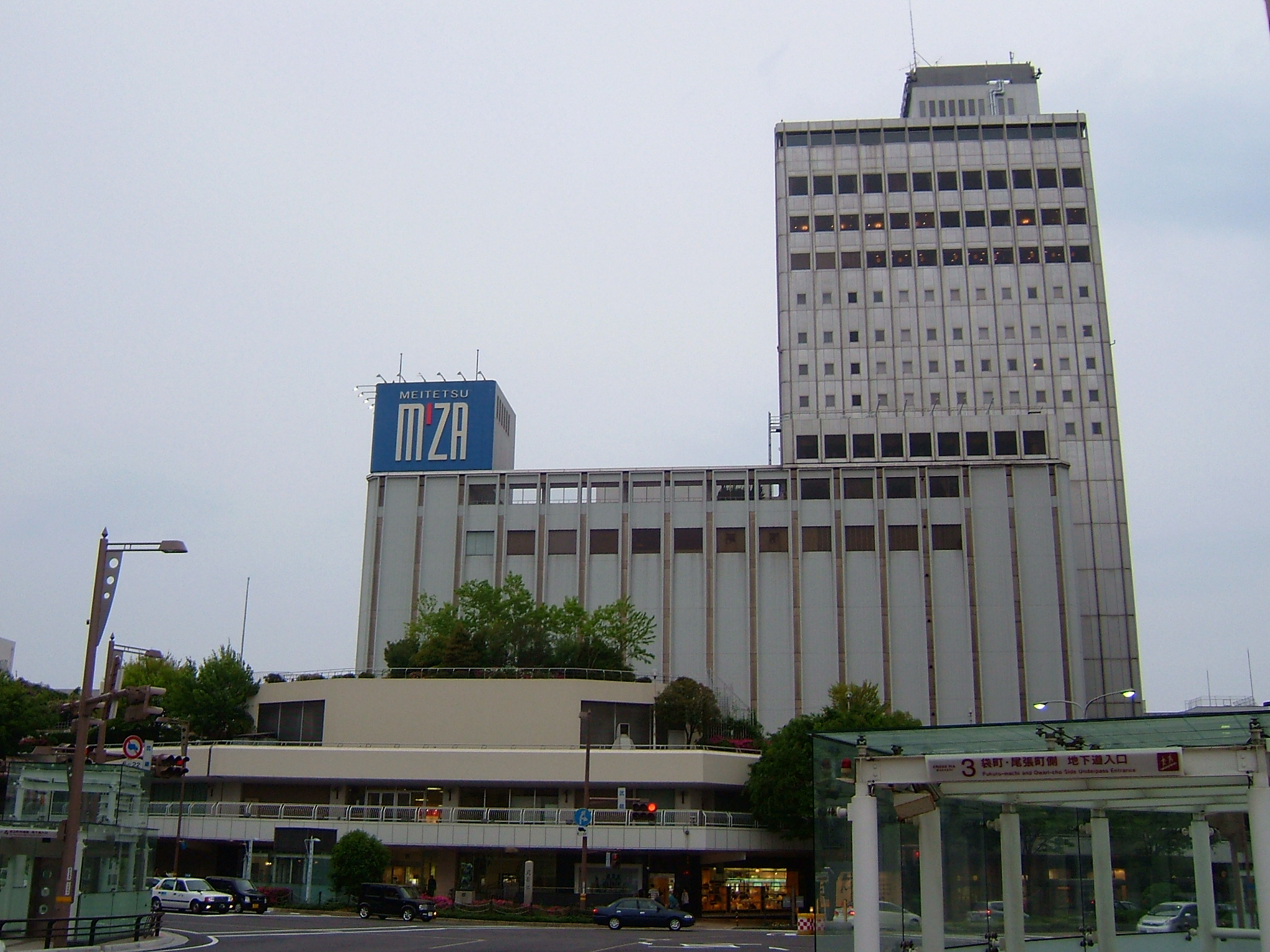
めいてつ・エムザ（2009年当時。現：金沢エムザ）および金沢スカイホテル

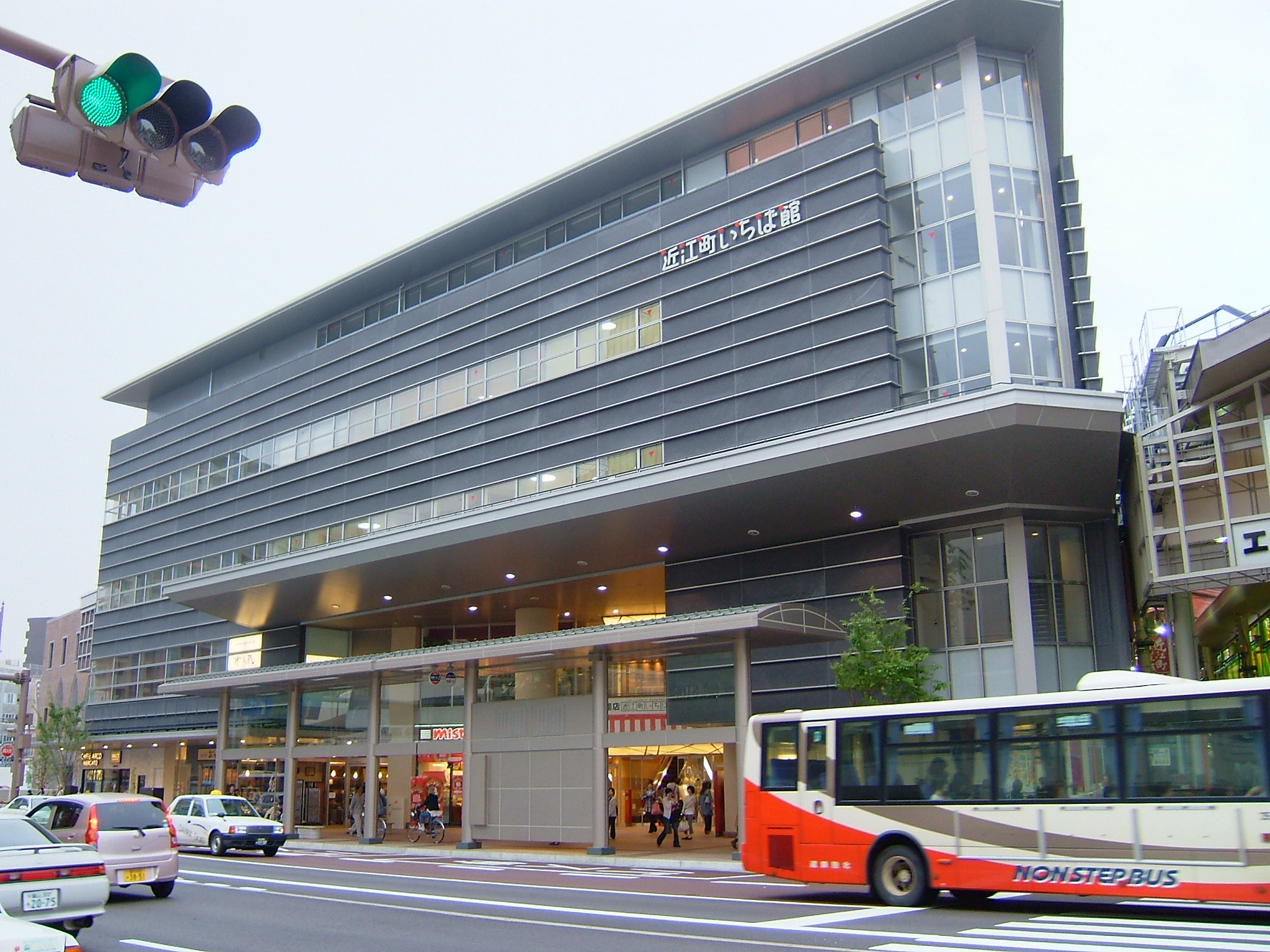
近江町いちば館

### 商業施設
- 金沢丸越百貨店（金沢エムザ）
- 近江町市場（近江町いちば館）
- ル・キューブ金沢 かなざわはこまち
- RESTY（ファッションビル）

### 公共機関・事業所
公共機関
- 金沢近江町郵便局
- 金沢市 近江町市民サービスセンター（近江町いちば館内）
- ITビジネスプラザ武蔵

主な事業所
- 北國銀行武蔵ヶ辻支店
- 三井住友銀行金沢支店
- 三井住友信託銀行金沢支店
- 三井住友信託銀行金沢中央支店
- あおぞら銀行金沢支店
- しん証券さかもと本店
- 今村証券本店
- エフエム石川

### その他
- 金沢情報ビジネス専門学校
- 金沢スカイホテル
- ホテルリソルトリニティ金沢

### 過去に存在した施設
- ダイエー金沢店

## 交通

### バス
いちば館前のバス停は2008年の近江町市場再開発に合わせて拡幅・バリアフリー化など再整備され、乱立していた標識等も1枚の大きな案内板に集約されている。
北陸新幹線の開業に先立ち、北鉄バスでは2014年12月1日にバス停名称を武蔵ヶ辻から武蔵ヶ辻・近江町市場に変更した。
- 北鉄バス（北陸鉄道・北鉄金沢バス・北鉄白山バス）・西日本ジェイアールバス　武蔵ヶ辻・近江町市場バス停
- 金沢ふらっとバス
  - 此花ルート　武蔵ヶ辻・金澤表参道、近江町市場・市姫神社バス停
  - 材木ルート　武蔵ヶ辻・近江町市場バス停
  - 長町ルート　武蔵ヶ辻・近江町市場バス停（2021年4月に向かい側から移設）

### 道路
- 国道157号（国道305号と重複）
- 国道159号（国道249号および国道359号と重複）
- 石川県道13号金沢停車場線（石川県道60号金沢田鶴浜線と重複）

### 鉄道
- 北陸鉄道金沢市内線が1919年（大正8年）に開業したが、1967年（昭和42年）2月11日に全線廃止された。

## 周辺の商店街

### 武蔵商店街
- 武蔵交差点を中心とし、百貨店のめいてつ・エムザのある武蔵地区の中心的な商店街。武蔵ヶ辻ビル解体後は住居・商業複合ビルが完成した。めいてつ・エムザの裏に武蔵スタジオ通りと称される商店街がある。

### 尾張町商店街
- 武蔵交差点から橋場町にかけての通り沿いにある商店街。加賀藩政期からは金沢の中心の一角を担っていた商店街で、現在は森八に代表される老舗の商店が軒を連ねる趣のある通りとなっている。金沢駅から東山茶屋街や兼六園方向への経路であるメリットを生かすべく、町民文化館を中心に観光客向けの営業に力を入れている[要出典]。

### 彦三町商店街
- 武蔵商店街と横安江町商店街に隣接した商店街。以前より店舗は漸減傾向にあり、現在では商店街としての機能は果たしていない。

### 横安江町商店街
- 武蔵交差点の金沢駅側にある商店街。本願寺金沢東別院の門前街として発達した。以前は全長330mのアーケードがあったが、老朽化により2006年までに撤去された。[5]1990年代後半に都市計画道路「金沢駅通り線」が開通するまでは、武蔵交差点から金沢駅方面へ向かう歩行者の経路だった時期もあった。現在は名称を金澤表参道（かなざわおもてさんどう）と称し再整備され、更に商店街の入り口付近に回遊性の向上のため、めいてつ・エムザ側と横断歩道でつなぐ構想を示して、商店街の再生に期待をしている。また、コミュニティバスである金沢ふらっとバスがアーケード内を通行したトランジットモールとして近年注目を集めている[要出典]。老舗が多く、発展の経緯から仏具等を扱っている商店が多い。

これらの各商店街は2009年3月に「新・がんばる商店街77選」に選ばれた。

## 隣接する区域
- 橋場町
- 南町